# 超级英雄

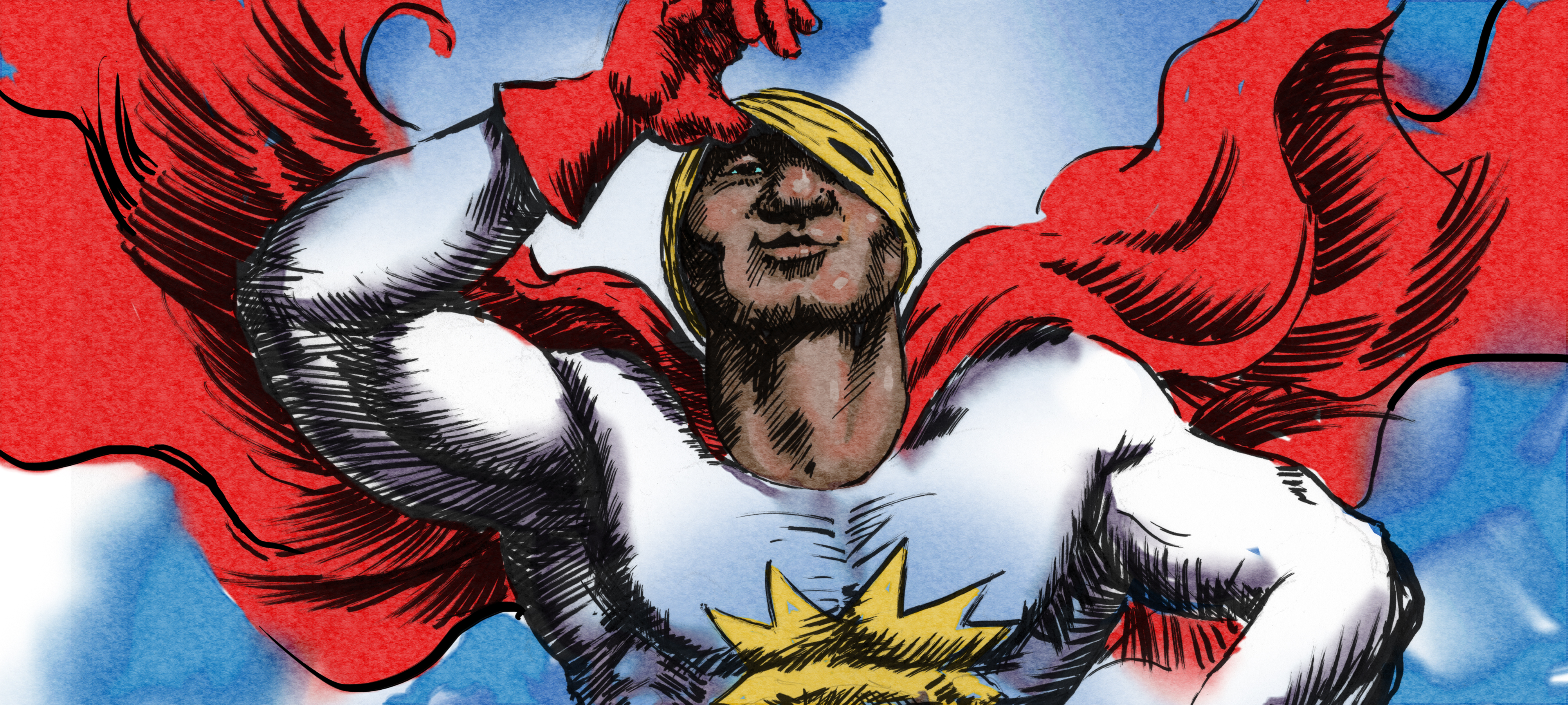
描绘美国少数族裔超级英雄的漫画形象

超级英雄（英語：Superhero）是假想出來的英雄人物及定型角色，早期多为漫画中的角色，近年也有了很多超級英雄是出於電視劇和電影的宣傳。
超級英雄和20世紀中期的美國社會文化有密切的關連，他们拥有超越普通人的特殊能力，做出一些不同寻常的壮举和英勇的行为，保护人類，与恶势力搏斗。一般他们都会有一套能够代表其个性和超能力的华丽装束，和一个有着同样个性的名字。其中最具代表性的一个就是超人，自从他在1938年初次登场以来，长达数十年内，超级英雄的传奇故事就以支配者的地位稳稳的占领了美国的漫画业，并成功跨越了多个不同媒体，成为电影、电视、游戏等的热门题材。
1938年，名为《动作漫画》的连环漫画杂志首次展示了脚蹬红靴子的超人把一辆汽车高高举过头顶的形象。到了1940年，这一连环漫画月销量达一百万册。超级英雄的时代就此揭开序幕。1956年，出版首个超人故事的DC漫画公司为满足公众的需求，陆续推出了蝙蝠侠、神力女超人、绿灯侠和義勇群英等超级英雄形象。到了20世纪60年代，另一個漫威漫画公司又以神奇四侠、浩克和復仇者崛起與DC競爭。有些超级英雄轉眼便被遺忘，成为了过眼烟云，亦有些超级英雄流传至今，深入民心，部分具代表性者更不斷擴展其影響力，及於人文、文化、潮流等領域。
在五十年代起其他國家也產生了自己的超級英雄，而以日本為最大項。

## 共同特征

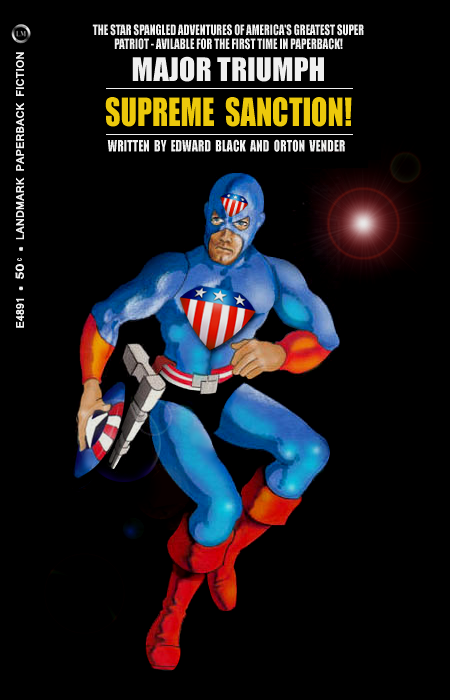

虽然超级英雄们各有不同故事和特点，但一般都具備以下特征：

### 能力與裝備
- 拥有非凡的超能力或特殊技能，例如：力大无比、刀枪不入、动作奇快、能自由飞翔、放射死光等。
- 一个秘密的总部或基地。像是超人的孤独堡垒、蝙蝠侠的蝙蝠洞、X教授的变种人学校、復仇者聯盟的復仇者大樓等等。
- 擁有一個標誌性的兵器、工具、或制敵絕招。如美國隊長的盾、神力女超人的繩索、蝙蝠俠的蝙蝠車、以及假面騎士的風雷電、聖鬥士星矢的聖衣、美少女戰士的月冕和彎月神杖等等。此類設定在英雄迷中通稱「必殺技」。

### 起源
- 成為超級英雄的原因通常有三大類：一為普通人受到超級英雄文化的薰陶或啟發而決心成為超級英雄，典型為蜘蛛人（漫威電影宇宙版本）因熱衷於鋼鐵人的精神而成為蜘蛛俠，而綠箭俠也是因仰慕蝙蝠俠而成為英雄；
- 另一種設定是因現實所見與自身正義感所形成的張力，如青蜂俠便是因不滿社會原有風氣而變身成超級英雄；
- 第三種也是最常見、最不分地域、不分英雄類型的「宿世恩仇式」設定。即主角在故事開始前的某一時間點，與敵對者或相彷的組織結下了深仇，通常為家人被殺（如蝙蝠俠、夜魔俠、羅賓等都因父親被歹徒所殺，石頭人則是哥哥被殺），或自身被敵人所害（如而鯊魚俠幾兄弟和父親被敵人強行實驗改造，變成怪物，幪面超人 1、2 號被撒旦幫綁架改造等）。

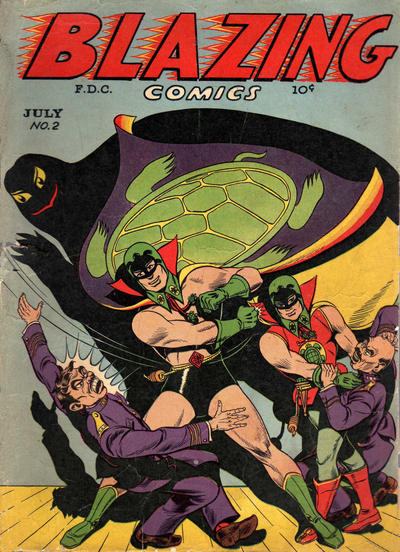
青龜俠，第一位出現在美國漫畫中的華人超級英雄。

|

### 背景與着裝
- 一个或以上的邪恶组织、勢力、或超级反派与其长期对立战斗，拥有与超级英雄抗衡的力量。
- 在日常生活中以另一個身份示人，如百萬富翁(鋼鐵人)、記者（超人）、科學家等，有別於其超級英雄的公眾形象。多數人不知道兩者的關聯，即使有部份超級英雄除了其特定裝束外，外形和樣貌都全無分別。
- 有一套獨特的服裝或造型，使人一眼認出，突顯其身份。傳統設計為帶有特別標誌或花紋的緊身服，能飛行者則具斗篷，多數會遮蔽了部份樣貌。
- 變身或出動時通常有一特定前奏，例如超人走入電話亭內變身（現已刪除此設定）、浩克鼓爆上衣、假面騎士的變身動作、超人（日本）的變身器等等。此類變身、變裝、特殊姿勢、舉動等，在英雄迷中通稱「變身」。

### 戲仿的另類英雄
在超級英雄熱潮中，數十年前首先在沙贊系列中主打搞笑，進入新世紀前後歐美及日本等地都出現了一些戲仿式的另類英雄故事，如：《勁揪俠》（Kick Ass）、《飛天紅中俠》（The Greatest American Hero）、《英雄迷的生活》（ヒーローマニア-生活-）、《不及格英雄》（あかてん☆ヒーロー！）等等。當中多有上述部份特徵，尤其是在着裝和起源方面，但通常是嘲諷式的設定。如：紅中俠着裝為超人的搞笑版並只能貼地慢速飛行；勁揪俠因被街霸欺負而網購緊身服充當英雄，卻被街霸毆打得更厲害；土志田誠因嗜好偷竊女性內褲而練成的好身手，成為被邀加入英雄團隊的原因；高中戰隊的成員不是胆小怕死，便是深度御宅族，或是凡事都交給別人的公主病，和全天候蒙面戰隊服示人的明星怪咖等等，都是一些捕捉了正統超級英雄特徵的精髓，而加以戲謔的設定。
在GUNDAM系列作品中，戲仿風格甚至幾乎代替本傳，如SD GUNDAM 和高達創戰者等，在最近的制作片長都直逼原來的軍事科幻和機器人動畫。

## 常见的服装样式
超級英雄漫畫雖然常有些亮眼的服裝，但在故事的世界觀中多半不是為了高調行事，反而有用來掩飾身分的意味，還有部分是需要專用的戰衣才能使用能力的設定。但對於在現實世界的觀眾或讀者的角度上，較易判斷成很誇張的打扮，類似劇場藝術戲服或娛樂的Cosplay，使得英雄人物的周邊商品人偶或服裝也成為玩具和時尚。所以戰衣的設計在以漫畫或電視劇與電影成為了吸引賣點的一部分。
反過來說也有穿著如同平常的類型，視乎角色的能力和身分定位，與作品原著的媒體和預設的讀者或觀眾群有關。
值得一提的是在普遍反對個人主義的日本，一些作者會淡化符合超級英雄定義的人物的那種容易識別的風格。另一原因是在小說一般不需要或很難具體描述人物的打扮，如中文的武俠小說主角亦是穿著便服的，或在主流奇幻小說的魔法師也沒有上文說的所謂「變身」，而改編後來改編成動漫也忠於原著的外觀，亦涉及下文英雄是否需要幪臉的設定。

### 面具
絕大部分超級英雄的正體都是保密的，只有少數是公開的，而為了保密往往戴著面具或面紗行動。雖說實際上多數的面具都無法將其面貌掩藏，但總之故事一般人或現實的遠距離是無法認出其真身是了。
另一種想法是在有超級英雄的戲劇中，包括電視劇和電影與一部分在遊樂場的超級英雄舞台劇，戴著面具或面紗起了中國戲曲臉譜或古希臘戲劇的面具的意義，像徵英雄進入了戰鬥的狀態變臉的意味，或故事到了英雄現身的部分了。

### 防具
部分英雄的力量多少是來自其專用的戰衣，所以不使用時僅是武林高手。其中有使用動力服的鐵甲奇俠、星艦戰將、神勇飛鷹俠、宇宙騎士等。在部分傳統的奇幻或武俠中，人物雖然有巨大的物理攻擊力，但防護力如常人的同時，意味傳承像騎士精神和武士道精神和經常依賴盔甲的角色，如聖鬥士星矢和鎧傳等，穿著特制擁有魔法機能的盔甲。而即使穿著貼身戰衣的蝙蝠俠，也有一定的防護功能，類似現實的避彈衣。

### 男性超級英雄的服裝
人數和作品數量最多的類型。

#### 美式超級英雄
美國英雄原著多半是些漫畫，所以比較需要更出格的打扮吸引讀者。多偏愛緊身服，凸顯其健碩肌肉的線條美，散發男性的雄壯，多數露出部份面部。

#### 日系超級英雄
日本英雄則較為多變和更具實驗性。如假面騎士、超級戰隊系列等偏愛近似於賽車手的全覆式緊身衣，局部仿肌肉狀的型態和全罩式頭盔，七、八十年代的英雄多會配上一條飄逸的領巾。晚近則變化更形極端，特別是假面騎士系列，幾乎已演變至彼此不帶相近特徵。另有一些帶有濃厚試驗色彩的造型，如伏魔三劍俠與敵對歹角相類似的醜陋怪人造型；電腦奇俠半正半邪，左右截然不同的大胆嘗試；黃金戰士打火機一般的外觀；阿童木幾近全裸的破格戰鬥裝束，都展現出日系造型的多樣性。

#### 早期的英雄
在二十世紀前期活躍，於早期的通俗小說（Pulp）和漫畫中連載較短的故事，幾乎只限於男性的成年人（特指25至40歲的青壯年人）。形像多是戴闊邊帽，和穿著鬆身的普通衣料制的暗色調古式俠士夜行裝束，而不是後來的英雄常見鮮明的緊身人造纖維或塑料的衣服。如佐羅、青蜂俠、魅影奇俠、閃靈俠，以及影響了後來的蜘蛛俠的The Spider。以及后来许多投身的于二战的超级英雄们。而日本的超級英雄首見於川内康范的作品，通常以印度或中東鬆身普通衣料的民族服裝的幪面俠打扮，但仍然局限於成年男性，如月光幪面俠和彩虹化身俠。

### 女性超級英雄的服裝
成熟女性通常是類近於泳裝的緊身衣配上長靴，如神奇女俠、She-Ra、神力女郎等。較年幼的女英雄多數以短裙配長靴，上衣差別較大，較多華麗的配飾。在設計上大多以強調女性的身材線條美為主。部份日系女英雄的造型為校服的變異版，如美少女戰士等。

### 戰隊的服裝
如果是戰隊形式，無論男女，造型多數甚為相近而以顏色為分別。其中通常紅色為主戰力和隊長；藍色或紫色為具有接近紅色的戰力，但性格上彼此卻帶矛盾的張力；黃色是諧角般的存在，若是男性則通常為胖子；粉色為團隊中的陰柔担當；綠色或青色的存在感通常最低。女子戰隊（女子ーズ）對此有深刻的戲彷。

### 便服
傳統上認為超級英雄穿得古裡古怪和主流社會格格不入，而引起了一部分故事或真實的人反感。直到X戰警電影系列，主角群完全放棄了獨特的服裝而採取統一的制服，引起了廣泛的討論。而超能英雄，只穿著便服的奇人異士的正義行為，終於決定性地把便服成為英雄服裝的一個重要部分。

#### 校服
在日本一部分人視校服為時装，除了上面提到美少女戰士變身後服裝類似校服外，更有不少穿著真正校服的英雄，猶其在仍然學生的年齡的角色。早期在穿越時空的少女和被狙擊的學園中擁有超能的女主角，同時有水手服與機關槍和飛女刑事等用武術和槍械行俠仗義的女學生。相對在寄生獸或路人超能100等同樣是日本漫畫的作品中，男主角雖然行事滿足超級英雄的定義並明確地擁有超人的力量，但只穿著便服或校服和不使英雄稱號。但這種低調角色較常被觀眾或讀者視為美少女或美男，即認為角色在故事或現實中便故有其魅力，而鮮少被認定為超級英雄。另一種設定是以在學年輕的主角群體，入讀專門的超能力或魔法學院，所以英雄人物設定像現實的學生，如哈利波特系列或魔法禁書目錄系列等。

#### 西裝
相對於仍然擁有學生身分的較小年齡的角色，西裝經常是較低調的成年英雄的便服打扮，而且又分真的作為便服的西裝特工風格如神盾局特工，與實際類似校服的準制式打扮如黑超特警組等。而這兩個組織也可以滿足厭惡個人主義的人，也可以符合用現實看人物打扮的觀眾。

## 角色类型
超级英雄通常分为以下几种类型：

### 異能人英雄
這類英雄與一般人類有別，具有類似超能力之類的特殊能力。
- 神話型：被視為神的化身，不同故事的註釋方式不一，諸如某神的後裔、某已死者的轉世、因某一特殊原因而被上天揀選的人之類。在古代神話和傳說比比皆是的擁有神力的先知和聖人統稱為神話英雄。近人創作例如中國蜀山背景的道教的仙人的神話的故事，有蜀山劍俠傳和仙劍系列等。奇幻小說系的超級英雄有波西傑克森或日本動畫的海王子，都是古希臘海界的神族的後代，雷神索爾中北歐神話中奧丁大帝的兒子雷神索爾。影集4400的回歸者和日本漫畫超能力大戰的變異人，實際上是基督教聖人。日本動畫黑之契約者的契約者和人偶，是日本神道的神明的化身。The 99是伊斯蘭教真主選中的英雄，其先驅可追溯到日本的英雄阿拉的使者。
- 人體科學：以獨創的方式訓練和提高人的能力的技術，小說魔法禁書目錄在日本接受訓練的能力者稱為「能力開發」，觀念類似中國人體科學和新紀元運動的成果。類似題材還有早年亞基拉和北斗之拳或港漫超神Z等。美國隊長以特殊血清強化體能，亦接近此類。
- 異世界人：這比較難定義而有時不過是和人類相似的外星人或時空旅行者。最常見的舞台的背景的確是人類的，但和真實歷史不同的假設世界觀，可是進入一方同是人類。通常是出於魔法系的作品的相當於科幻的外星人的替身，如火星公主或零之使魔等。較特別的舞台本身只是一個虛擬的世界觀(如模擬現實等)，主角用現實的知識和用幻覺或佈景創造的舞台的騙子交戰等，如廿二世紀殺人網絡系列或十三度凶間等。

#### 非人类角色
- 改造人：人體科學中的亞型，以電子和機械裝置改造身體的人類，美國代表有無敵金剛和機器戰警，而DC漫畫最具代表的則是鋼骨。日本的有再造人卡辛和假面騎士。
- 仿生人(即仿真機器人)：人體科學中的亞型，外觀和真人相似的機器人，最著名是日本的原子小金剛、电脑奇侠，還有洛克人全系列中的洛克人、X、ZERO等。而美國的未來戰士中除了第一集扮黑臉外，主角都是從未來藉時間旅行到現代保護人類的超級英雄。
- 人造人：通常被認為與彷生人同類。例子有飛天小女警是生物工程的產物，還有魔法少女奈葉的菲特為複製人。其他还有像日本的面包超人主角面包超人是得到陨石赋予宇宙力量的红豆面包，由果酱叔叔创造。
  - 基因改造人：人體科學中的亞型，例如強殖裝甲的主角和其原型的獸化兵、被變種蜘蛛咬到而產生基因突變的蜘蛛人。
- 外星人：即不是地球人，擁有人類不具備的能力，但多數外表和地球人一模一樣。當中超人最具有代表性，另有如火星獵人、銀色衝浪手及海賊戰隊豪快者那樣直接到達地球者，也有像奥特曼那樣以精神和人類融合的，還有七龍珠的超級賽亞人孫悟空等。
- 神祇：神話型的亞型，通常這些人物仍然有人類身分，如驚奇漫畫的無限聖戰中北歐諸神（雷神索爾），黑马漫画的得到邪神洛基力量的变相怪杰，奇幻小說的《波西傑克森》中的主角波西傑克森或日本奇幻漫畫的聖鬥士星矢的雅典娜都是古希臘的神祇的化身，相對現代基督教聖人如超能力大戰的變異人或4400的回歸者，有些情形下和魔法少女混成一體的，如美少女戰士。更有些實際是宇宙規模的众神，如異世奇人的時間族或英雄時代的黃金族。
- 妖魔鬼怪：既有本來是魔族的地獄小子，也有本是人類但得到魔王赋予力量的再生俠（閃靈悍將），還有含有吸血鬼基因的人類如幽靈刺客（The Blade），與惡魔締結契約而擁有惡魔力量的恶灵骑士，其他在日本有太古妖怪种族幽灵族末裔的鬼太郎，擁有吸血姬一族的血统的吸血姬美夕，300年出现一次的猫妖猫目小僧，世界之初第一枚细胞分裂而来的妖怪人間等。

#### 異能人英雄的能力
其種類包括但不限於：
- 力量型：一般都有一身发达的肌肉和魁梧的身材，拥有不可思议的力量。例如超人、浩克、石頭人（The Thing）、巨像（Colossus）、野龙特警（Savage Dragon）、太空超人（He-Man）。
- 不死身：雖然精神和感官都是人類，但身體近乎不死生物的生命力。例如:汪達爾薩維奇(或稱汪達爾野人)、金剛狼和其兄劍齒虎、時空英豪（Highlander）的不死人麥康萊、超能英雄的部分人物、閃靈俠的主角不死警探、日漫亞人的主角群等。
- 放射型：指的是拥有远距离攻击能力的超级英雄。例如：独眼龙（Cyclops）、电音、Static。
- 敏捷型：具有高速战斗和运动能力的英雄。例如：闪电侠、快银。
- 念力型：即最經典意義上的超能力如读心术或念力的英雄，當中有很多細微分別。X教授、火星猎人等能夠直接讀取對方思想；能夠控制別人的行動或思想，Code Geass反叛的魯路修的王子魯路修，和同作品中的C.C.，可以提升和發掘別人的能力；楚楚可憐超能少女組的四位女孩能力分別是:薰可以控制能量、紫穗可以感應任何物件、葵可以瞬間移動、悠理可以控制人等。
- 預知未來與時間旅行：前者指可以知道未發生的事情，可歸類為念力型的亞型；後者可以穿梳時空，兩者有時具某種關連性，例如未來戰士的女主角莎娜，是被從未來人所通知被要支配世界的電腦天網所追殺和天網要發動核戰的事，事後她又真的擁有了直接感應到從未來傳來的信息的能力，而不需要每次未來人親身到來。
- 变化型：能够随意念随意改变外形的角色。例如：神奇先生、橡胶人、Changeling、变色龙（Chameleon）。或者能够化为某种物质，诸如水、沙、闪电等。例如：沙人（Sand）、Husk、冰人（Ice man）。又或者能够控制体形大小作战，例如：原子俠（只变小）、Colossal Boy（只能变大）、蟻俠（可大可小）。
- 魔法型：最早應當是魅影奇俠之後便是沙贊，藉由操控能量或是古老的魔法來打擊敵人等。例如:魔法少女奈葉或Strike Witches等。美國的魔法型英雄有斯特兰奇博士、命运博士。另有以氣功或瑜珈練至化境下產生如同魔法的神力，如日本的彩虹化身侠和美國魅影奇俠（The shadow）。而綠燈俠們則以外星科技，做出了類似鍊金術的全新魔法效果。
  - 驅魔人：魔法型的亞型，通常用在有著西方天使、惡魔和东方妖怪題材的作品，最有名的約翰·康斯坦汀則是一位以「地獄神探」名義行事的驅魔人，會利用各種法術、聖物來擊退惡魔。
  - 神化了的武術和忍術: 在神話中的勇士經常做出現實人類做不到的事，而且不到一定被稱超能或魔法。雖然一部分說成是神的轉生或孩子，但同樣往往被說成是單純的武術。而現代也的確有一部分武俠風格故事使用一種超現實的武力設定，如北斗之拳或火影忍者等。

### 一般人英雄
這類英雄通常都是平凡人類，他們用肉體的訓練或靈活的頭腦甚至裝備來強化自己。通常可分為：

#### 善用工具
即本身是個普通人，而藉學習或天賦而善於運用工具或武器，包括：
- 物理型射手：物理类的远程攻击，弹射出网、箭等兵器。例如：绿箭侠、鷹眼（Hawkeye），但更著名的代表是日本第一位超級英雄月光假面（港譯:月光幪面俠），是一位頂尖的神槍手，常以小口徑手槍擊落反角手持的武器。而美國西部英雄代表為約拿·海克斯。
- 发明者：通常是发明一些有某种特殊能力的设备的发明者。例如：鋼鐵俠、Forge、猫头鹰（Nite Owl）。
- 铁皮英雄：拥有坚硬盔甲的英雄。例如：鋼鐵俠、宇宙騎士。
- 操纵者：操纵某个巨大的机器人的英雄，通常是機器人動畫主角。例如：大只佬（Big Guy）、罗杰·司密斯（Roger Smith）操纵的魔神BigO（Big O）、潘妮·帕克操作蜘蛛机甲战士，日本有超级战队（Super Sentai），无敌铁金刚、詹伯A、钢弹等。

#### 特殊職業
即原身之職業或身份帶有戰鬥或對抗性質，如：
- 武术家：这种类型的英雄基本不具有超能力，但其身体素质及战斗能力在人类中出类拔萃，多精通于某种格斗技艺或兵器。例如：美國隊長、青蜂俠、蝙蝠俠、尚气、铁拳侠、黑寡妇（Black Widow）、蒙面俠蘇洛（Zorro）。中国的很多侠客也可以认为是这一类的超级英雄，其典型形象常見於香港漫畫。
- 偵探和特務：其實也是超級英雄的原點角色，而DC漫畫的名稱也是來自「偵探」，蝙蝠俠在未賦予黑暗騎士形象前便是以偵探的特質在行動，而日本的月光假面的真正身分便是一位警方總探長。雖然一般推理小說的偵探和特務不算是超級英雄，但某些如美國隊長卻是有代表性的超級英雄，福爾摩斯更是超級英雄的起源之一。但更常見的是雖然穿著便服，但行動和美國隊長非常相似的角色，例007或麻辣女孩等。
- 俠盜和殺手：兩者皆於現實世界中被認為是犯罪的職業和行為，但有些人會崇拜劫富濟貧與有江湖道義的黑道好漢，亦有人認為對於有權勢制的壞人只有暗殺才可以制裁的。著名歷史或傳說的俠盜有宋江和羅賓漢，虛構的如亞森羅蘋。著名的暗殺組織有歷史上的阿薩辛派和虛構遊戲刺客教條系列的繼承組織。
- 退役軍人：這類英雄原本是軍人，利用自己受過軍事訓練的身手和作戰經驗來行俠仗義，如天龍特攻隊、懲罰者、城市獵人和轟天猛將等。

### 集團式英雄
在美國的漫畫公司一般會以結盟聯盟的方式將旗下的英雄人物組織化，如X戰隊和復仇者等，這類組織除了少數大規模的災難以會全體出動以外，在平時會以根據任務的需要作為搭檔成小隊來出擊。因為訴求個人英雄主義的緣故，一般並不會出現軍隊中重視紀律和命令的情況，因為在劇情的需求上紀律至上軍事行動會使的劇情的張力較為薄弱，一般在劇情上的集體行動中時常會強調彼此信念和行事作風的不同和衝突點，如超人與蝙蝠俠在個性上光與影的對立；而日本軍事派科幻動畫，常給人認為是反對超級英雄的，因為超級英雄的價值取向是正義，常與軍事科幻動畫的集體主義價值常有衝突。但也因為這個原因而有人強調集體力量和友情的因素，創造出集團式的超級英雄。
- 軍事組織型：如義勇群英和科學忍者隊等，是在紀律部隊中建立使用尖端和秘密科技的隊伍，神盾局也類似但穿著的是便服的特工組成，相對便是特赦囚犯組成的自殺突擊隊。超級戰隊系列的例子有特搜戰隊刑事連者和特命戰隊Go Busters等。而綠燈軍團則是由綠燈俠組成，其超級能力皆相同。
- 神話英雄類：起源於圓桌武士和里見八犬傳等古代傳說的軍事上英雄，在當代背景奇幻中化身為聖鬥士星矢和鎧傳等。
- 使用社會上未知道具的：如超級戰隊等。
- 戰鬥系魔法少女：這類角色很少單獨活動的，如美少女戰士和光之美少女，而魔法少女奈葉系列更出現了仿紀律部隊的「時空管理局」。
- 超能力者：如X戰警、神奇四俠等。
- 因為理念相同組成聯盟者：由同出版社或同作者的英雄漫畫姐妹作主角，因為一些需要多人合作才可完成的事聯手，如正義聯盟和復仇者。

### 武俠世界中的英雄
武俠作品中的俠士也很超級英雄的一種，以武術為展現方式，替代了動漫世界的科幻，角色藉修習武功而獲得力量，藉由行俠於江湖而成就超級英雄的功能。其中修練氣功、內功等等的武功心法，以致體質發生翻天覆地的變化（例如許多不同作品卻採用的易筋經）；鍛鍊跑動速度、跳躍動作等反力學的輕功（經典者當數段譽的凌波微步）；以兵器甚或自我肉身迸發出超常的力量（如楊過隨手一劍即能開山斷樹、破牆倒屋；又如蜀山劍俠御劍飛行之類），凡此種種均具奇幻色彩。而武俠世界以外的超級英雄有時也會借用武俠世界的奇幻觀點，例如鐵拳俠實際上就是個中國武術高手，其習武過程也與武俠世界的模式相當類似，算是與武俠世界的觀念互涉（蝙蝠俠學的雖也是東方武術，但並無氣功、輕功之類的奇幻色彩）。

## 漫画英雄的歷史
最初超级英雄的影子是从小说中出现的。如夏洛克·福尔摩斯、佐罗、人猿泰山，这些例子大概就是最直接的影响。他们都有超级英雄的影子而第一个被广泛地被认为是超级英雄的形象还是真正开始于超人。
早期超級英雄多為人格完美的形象，然在時間的變遷與人們的觀點改變下，超級英雄角色漸漸具備與凡人一般的個性設定。明白講 就是這些超級英雄也會失意 沮喪 和一般人一樣也有心情不好的時候
雖然美日超級英雄風格迥異不同，但是隨著國際商業的交通，美國也逐漸向日本學習超級戰隊的風格，即是有名的金剛戰士；而台灣早期也有學習自日本超級戰隊的特攝節目，名為太空戰士。

## 其他媒体上的超级英雄

### 真人及特攝劇集
从20世纪40年代开始这类电视连续剧就不断在电视上出现，像是《超人的冒险》（The Adventures of Superman）主演：George Reeves还有1960年的《蝙蝠侠》主演：Adam West和Burt Ward，还有像是1970年哥伦比亚广播公司（Columbia Broadcasting System简称CBS）的《神奇女郎》系列（Wonder Woman）主演：Lynda Carter。都是当时知名的电视连续剧。
90年代电视连续剧开始尝试使用一些非常规的拍摄手法去表现其中包括很受欢迎的《超人前传第一季》（Smallville）超人的起源，以青少年期的超人出演为特点。同样的例子还有《路易斯与克拉克》（Lois and Clark），《捉鬼者巴菲》（Buffy the Vampire Slayer）和《双面女间谍ALIAS》（Alias）。
在911事件後，美國制作了首部沒有特別名號和服裝的超級英雄電視劇Heroes，以制止假想未來紐約被核爆事件為背景。
60年代日本的“特摄”（tokusatsu）也展示了另一个文化的超级英雄类型，例如：《月光幪面俠（月光假面）》(Moonlight mask)《超人力霸王》（Ultraman）《万能侠》（Spectreman）和《假面骑士》（Kamen Rider）。

### 电影

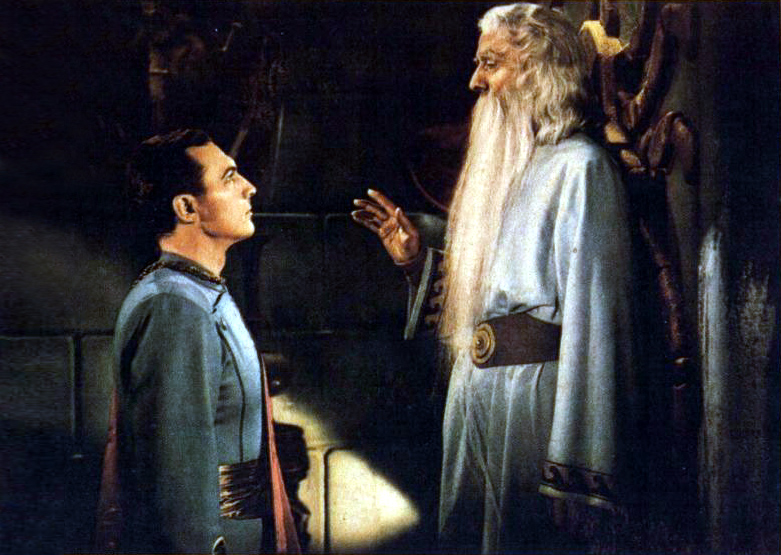

20世纪40年代，超级英雄的电视连载仅仅出现在针对儿童的周六节目中，这种定位大大限制了其發展。直到1978年一部真正的成人向电影《超人》完全扭转了这种局面，而随后同樣極受欢迎的《蝙蝠侠》和兩者的续作接连出现在电影银幕上，经久不衰。
在21世纪初期，电影业的“重磅炸弹”2002年的《蜘蛛人》和2003年的《X战警2》导致了更多超级英雄电影的诞生，以致近年被称为超级英雄的“新黄金时代”（“旧黄金时代”出现在美国40年代漫画界）。这些年的电影注重以更加复杂的特效和有更冲击力的画面来吸引观众，但是这样做却招来了很多影评家的批评。
在2002年电影《蜘蛛侠》取得了很大的成功其票房成绩令人羡慕不已，接着在好莱坞也掀起了一股以拍摄改编超级英雄为题材的电影风潮，在那之后许多这类电影接连问世其中也不乏经典之作例如X战警2、地狱小子和蜘蛛人的续作。
《蜘蛛人》的成功很多成分要归功与电脑特技的制作（Computer Generated Imagery，简称CGI）现阶段电脑特技以经趋于成熟，在很大程度上帮助了这类电影中所需要的特殊情节的表现，大大增加了其表现力，CGI对于拍摄这类电影在某种程度上给于了一定保证。
有人指出在1999年拍摄的电影《駭客任務》也应属超级英雄的一个变种，《駭客任務》中电脑特技的运用可以说是有着里程碑意义的，他对现代设计等领域都有着很大影响。
儘管日本和其他國家都有拍攝超級英雄電影，但多為電視或動畫版的支線或總集編故事。而不像美國在八十年代的蝙蝠俠電影後那般，是獨立地制作的原創故事，而且其他國家的超級英雄電影使用的特技和攝影都不及美國高水準，所以以下集中介紹美國超級英雄電影。

### 动画
40年代Fleischer/Famous Studio工作室使超级英雄第一次出现在动画上。
60年代主要的超级英雄动画是系列是children’s television。80年初代由于暴力内容等方面的限制这一系列的动画都变得温和了许多，其中最有代表性的一个就是《Super Friends》。
90年代最为著名的有《蝙蝠俠》和《X战警》（X-Men）他们都是忠实于原作的作品，不过也有例外，来自卡通頻道的成功改编例如《正义联盟》（Justice League）和《少年悍將》都是十分成功的作品。
在日本超級英雄作品，常與奇幻和童話融合，產生了魔法少女類型作品。

### 广播
在20世纪30年代末和整个20世纪40年代，超人都是在美国收音机中最流行的节目之一，相同的例子还有青蜂俠和魅影奇俠。在这期间收音机一直是超级英雄最早的普及者。直到50年代早期，电视机才成为了其最好的替代者。

### 小说
超级英雄的故事在小说中也同样十分受欢迎。最早的这类小说起始于George Lowther1942年的长篇小说《超人》。
1970年美国作家Elliot S! Maggin也有2部很受欢迎的作品《最后的氪星之子》（Last Son of Krypton）和《Miracle Monday》。与此同时《蝙蝠侠》和《蜘蛛侠》前传、《X战警》和《正义联盟》也都相继出版。并且成为电影和连续剧所热忠的剧本改编对象。
还有一部值得注意的小说它是1987年George R.R. Martin所写的小说《Wild Cards》，这是一部并非以漫画为蓝本的科幻小说，同样也很成功。还有在90年代和21世纪初，DC Comics依据其漫画所改编的小说《超人之死》和《蝙蝠侠：无人之地》（Batman: No Man's Land）也是这类小说中的代表。

### 电玩
- 《英雄城市》：2004年發行的以超级英雄为题材的網路遊戲，由Cryptic Studios开发，并由NCSoft发行。
- 《漫威英雄 Online》：Marvel授權、Gazillion Entertainment研發的網路遊戲，以漫威漫畫的超級英雄世界為背景。
- 《DC 超級英雄 Online》：DC授權、索尼線上娛樂研發的網路遊戲，以DC漫畫的超級英雄世界為背景。

## 超级英雄进课堂
一部分超级英雄的创作过程中都有一定根据的科学概念。如蝙蝠侠、蜘蛛侠、超人和绿巨人等。所以有些老师就把超级英雄引进课堂。
自1995年以来，明尼苏达大学教授詹姆斯就利用超人给学生讲解力学，如他提出的一个问题是：超人一跃跳上30层高的大楼顶上，双腿需要多少力量？答案是2720公斤。结果他的课大受欢迎，他说：“这些漫画书不乏对范围广泛的基本物理学原则的正确描述和解释，包括古典力学，电学，磁学，甚至还有量子物理学。”
美国一位物理学教授利用漫画书中的情节去解释宇宙。
《超级英雄的科学》一书作者格雷什认为，教师授课透过学生喜爱的超人式的偶像加以引导，她说：“人们喜爱看超级英雄漫画和电影，他们可以从自己喜爱的角色身上享受到科学的乐趣。”

## 参見
- 超级英雄漫画
- 虚构角色列表
- 游戏角色列表
- 美国漫画分类列表
- 漫画角色列表
- 美国动画分类列表
- 武林高手
- 魔法少女
- 超級反派
- 反英雄
- 太空歌劇
- 变身英雄

## 外部連結
- 北卡罗来纳州杜克大学所展示的超级英雄发展史
- 英雄全书 （页面存档备份，存于）
- 《北方监护人！》一次虚拟博物馆的旅行－加拿大超级英雄史，由加拿大国家图书馆档案馆举办
- 邪恶超级英雄发展史 （页面存档备份，存于）
- 日本漫画和动画中的超级英雄